# 斯泰特 (密蘇里州)
斯泰特（英語：Stet）是位於美國密蘇里州卡羅爾縣及雷縣的非建制地區。

## 歷史
斯泰特的郵局自1890年營運至今。

## 地理
斯泰特所處的海拔為高於海平面242米（即794英呎），而該地所採用的時區為UTC-6，即北美中部時區（CST）。同時該地設有夏令時間，為UTC-6調快一小時，即UTC-5（CDT）。